# Секуальс
Секуальс (італ. Sequals) — муніципалітет в Італії, у регіоні Фріулі-Венеція-Джулія,  провінція Порденоне.
Секуальс розташований на відстані близько 480 км на північ від Рима, 100 км на північний захід від Трієста, 27 км на північний схід від Порденоне.
Населення — 2219 осіб (2014).

## Демографія
Населення за роками:

Станом на 1 січня 2023 року в муніципалітеті офіційно проживав 221 іноземець з 34 країн, серед них 57 громадян країн Євросоюзу та 7 громадян України.

## Сусідні муніципалітети
- Арба
- Кавассо-Нуово
- Медуно
- Пінцано-аль-Тальяменто
- Спілімберго
- Травезіо